# Aderus hanoiensis
Aderus hanoiensis es una especie de coleóptero de la familia Aderidae. Fue descrita científicamente por Maurice Pic en 1933.

## Distribución geográfica
Habita en Vietnam.